# Jedo (Seher)
Jedo (hebräisch יֶעְדּוֹ jæddō) ist ein lediglich in 2 Chr 9,29  erwähnter Seher. Die LXX gibt seinen Namen mit Ιωηλ Iōēl wieder, die Vulgata mit Iaddo.

## Biblischer Bericht
Die Bibel berichtet über den Seher Jedo lediglich, dass er Visionen gegen Jerobeam hatte. Diese dienen als Quelle für weitere Informationen über die Regierung von König Salomo. Vermutlich lagen dem Chronisten schriftliche oder mündliche Traditionen über den Propheten vor, der das Ende der Regierungszeit Salomos sowie die Herrschaft Rehabeams und Abijas erlebte. Der Chronist bemüht sich, jedem der drei von ihm genannten Propheten einen eigenen Titel und eine eigene Bezeichnung für sein Werk zukommen zu lassen. So ist Jedo ein חֹזֶה ẖōzæh „Seher“, „Prophet“, der חָזוֹת ẖāzōt „Offenbarungen (i. S. v. Prophetenschriften)“ hat.

## Gleichsetzung mit Iddo und dem Gottesmann
Für gewöhnlich wird der Seher Jedo mit dem prophetischen Seher Iddo in 2 Chr 12,15  und 2 Chr 13,22  und dem namenlosen Gottesmann in 1 Kön 13,1–10  gleichgesetzt.
Dafür sprechen die Deutung des Namens Jedo als Kurzform von der Wurzel עדה ʿdh mit entfallenem theophoren Element „[Gott] schmückt“, was auch für den Namen Iddo עִדּוֹ ʿiddō gilt. Zudem ist Jedo, anders als die anderen Verfasser von in der Chronik genannten Quellschriften, nicht durchs deuteronomistische Geschichtswerk bekannt.